# Alfieri (cognome)
Alfieri è un cognome di lingua italiana.

## Varianti
Alfè, Alferi, Alferio, Alfero, Alfier, Alfiero, Arfè, Aufieri, Aufiero.

## Origine e diffusione
Il cognome è tipicamente panitaliano.
Potrebbe derivare dal prenome medioevale Alfiero oppure dall'arabo al-faris, "cavaliere".
La variante Alfero è piemontese; Aufiero, Alfè e Arfè sono napoletani.

## Persone
- Cesare Alfieri di Sostegno – politico e diplomatico italiano
- Dino Alfieri – politico e diplomatico italiano
- Edoardo Alfieri – scultore italiano